# Volos Neos Podosfairikos Syllogos
Il Volos Neos Podosfairikos Syllogos (in greco: Βόλος Νέος Ποδοσφαιρικός Σύλλογος), meglio noto come Volo, è una società calcistica greca con sede nella città di Volo. Milita nella Souper Ligka Ellada, la massima divisione del campionato greco.
Disputa le partite interne allo stadio Panthessaliko di Volo, impianto da 22 700 posti inaugurato nel 2004.

## Storia
Dopo anni di infruttuosi tentativi di fondere Nikī e Olympiakos, le due squadre di calcio della città di Volo, nell'aprile 2017, grazie agli sforzi del sindaco Achilleas Beos, fu creata una nuova squadra. Alla fine, dopo i colloqui, si decise di sciogliere il Pydna Kitros e di fondare, al suo posto, il Volos Neos Podosfairikos Syllogos, la cui presentazione ufficiale si tenne il 2 giugno.
La squadra, che prese il posto del Pydna Kitros in Gamma Ethniki, la terza serie greca, per la stagione 2017-2018, iniziò la sua preparazione con significativi movimenti di mercato. Il Volo vinse il gruppo 4 e concluse al secondo posto nel gruppo 1 dei play-off promozione, ottenendo pertanto la promozione in Football League, la seconda serie greca. Nel 2018-2019 ha vinto il campionato di Football League, approdando per la prima volta in massima serie.

## Palmarès

### Competizioni nazionali
- Football League: 1

2018-2019
- Gamma Ethniki: 1

2017-2018 (gruppo 4)

## Organico

### Rosa 2024-2025
Rosa aggiornata al 6 marzo 2025
| N. |                        | Ruolo | Calciatore            |
| -- | ---------------------- | ----- | --------------------- |
| 1  | Grecia (bandiera)      | P     | Marios Siampanīs      |
| 2  | Svezia (bandiera)      | D     | Daniel Sundgren       |
| 4  | Grecia (bandiera)      | D     | Kyriakos Aslanidis    |
| 5  | Grecia (bandiera)      | D     | Alexīs Kalogeropoulos |
| 6  | Grecia (bandiera)      | D     | Tasos Tsokanīs        |
| 8  | Paesi Bassi (bandiera) | C     | Joeri de Kamps        |
| 9  | Ungheria (bandiera)    | A     | Márk Koszta           |
| 10 | Venezuela (bandiera)   | C     | Juanpi                |
| 14 | Finlandia (bandiera)   | C     | Simon Skrabb          |
| 18 | Spagna (bandiera)      | C     | Nacho Gil             |
| 20 | Argentina (bandiera)   | C     | Maximiliano Comba     |
| 21 | Grecia (bandiera)      | P     | Symeon Papadopoulos   |
| 22 | Grecia (bandiera)      | D     | Giōrgos Mygas         |
| 23 | Grecia (bandiera)      | C     | Lazaros Lamprou       |

| N. |                      | Ruolo | Calciatore               |
| -- | -------------------- | ----- | ------------------------ |
| 24 | Grecia (bandiera)    | D     | Konstantinos Lykourinos  |
| 25 | Svezia (bandiera)    | C     | Nikolaos Dosis           |
| 26 | Argentina (bandiera) | D     | Franco Ferrari           |
| 27 | Grecia (bandiera)    | C     | Georgios Prountzos       |
| 28 | Grecia (bandiera)    | D     | Stefanos Katsikas        |
| 30 | Islanda (bandiera)   | D     | Hjörtur Hermannsson      |
| 63 | Ungheria (bandiera)  | P     | Dániel Kovács            |
| 67 | Grecia (bandiera)    | D     | Isidoros Koutsidis       |
| 72 | Grecia (bandiera)    | D     | Lefteris Tasiouras       |
| 73 | Serbia (bandiera)    | D     | Nemanja Miletić          |
| 77 | Finlandia (bandiera) | C     | Jasin-Amin Assehnoun     |
| 78 | Francia (bandiera)   | C     | Lucas Bernadou           |
| 89 | Grecia (bandiera)    | D     | Athanasios Triantafyllou |
| 99 | Spagna (bandiera)    | A     | Pedro Conde              |

### Rosa 2023-2024
Rosa aggiornata al 10 ottobre 2023
| N. |                      | Ruolo | Calciatore            |
| -- | -------------------- | ----- | --------------------- |
| 1  | Grecia (bandiera)    | P     | Marios Siampanīs      |
| 4  | Grecia (bandiera)    | D     | Kyriakos Aslanidis    |
| 5  | Grecia (bandiera)    | D     | Alexīs Kalogeropoulos |
| 6  | Grecia (bandiera)    | D     | Tasos Tsokanīs        |
| 11 | Serbia (bandiera)    | D     | Nemanja Glavčić       |
| 15 | Argentina (bandiera) | C     | Lucas Villafáñez      |
| 17 | Grecia (bandiera)    | D     | Fōtīs Kitsos          |
| 18 | Argentina (bandiera) | C     | Facundo Bertoglio     |
| 20 | Argentina (bandiera) | C     | Maximiliano Comba     |

| N. |                      | Ruolo | Calciatore               |
| -- | -------------------- | ----- | ------------------------ |
| 21 | Grecia (bandiera)    | C     | Dimitrios Metaxas        |
| 22 | Grecia (bandiera)    | D     | Giōrgos Mygas            |
| 23 | Grecia (bandiera)    | P     | Panagiotis Kalampoukas   |
| 30 | Grecia (bandiera)    | P     | Symeon Papadopoulos      |
| 31 | Argentina (bandiera) | A     | Juan Manuel García       |
| 32 | Grecia (bandiera)    | D     | Stathis Tachatos         |
| 70 | Cipro (bandiera)     | D     | Konstantinos Karagiannis |
| 85 | Grecia (bandiera)    | A     | Sarantis Tselebakis      |

### Rosa 2022-2023
Rosa aggiornata al 14 gennaio 2023
| N. |                      | Ruolo | Calciatore             |
| -- | -------------------- | ----- | ---------------------- |
| 2  | Grecia (bandiera)    | D     | Antōnīs Oikonomopoulos |
| 3  | Finlandia (bandiera) | D     | Nikolai Alho           |
| 4  | Grecia (bandiera)    | D     | Kyriakos Aslanidis     |
| 6  | Grecia (bandiera)    | D     | Tasos Tsokanīs         |
| 7  | Serbia (bandiera)    | C     | Miloš Deletić          |
| 8  | Argentina (bandiera) | C     | Enzo Gaggi             |
| 9  | Serbia (bandiera)    | A     | Ognjen Ožegović        |
| 10 | Brasile (bandiera)   | C     | Felipe Pires           |
| 12 | Slovenia (bandiera)  | P     | Matic Kotnik           |
| 13 | Spagna (bandiera)    | D     | Antonio Luna           |
| 14 | Uruguay (bandiera)   | C     | Jean Barrientos        |
| 16 | Cipro (bandiera)     | D     | Christos Sielīs        |
| 17 | Francia (bandiera)   | D     | Harouna Sy             |

| N. |                       | Ruolo | Calciatore               |
| -- | --------------------- | ----- | ------------------------ |
| 19 | Grecia (bandiera)     | A     | Giōrgos Koutsias         |
| 20 | Uruguay (bandiera)    | C     | Nicolás Mezquida         |
| 21 | Grecia (bandiera)     | C     | Dimitrios Metaxas        |
| 26 | Portogallo (bandiera) | D     | João Escoval             |
| 30 | Grecia (bandiera)     | P     | Symeon Papadopoulos      |
| 32 | Grecia (bandiera)     | D     | Stathis Tachatos         |
| 51 | Honduras (bandiera)   | D     | Michaell Chirinos        |
| 55 | Israele (bandiera)    | P     | Boris Klaiman            |
| 66 | Finlandia (bandiera)  | D     | Juha Pirinen             |
| 68 | Grecia (bandiera)     | P     | Panagiotis Avgerinos     |
| 77 | Grecia (bandiera)     | D     | Alexandros Kartalis      |
| 85 | Grecia (bandiera)     | A     | Sarantis Tselebakis      |
| 99 | Grecia (bandiera)     | D     | Athanasios Triantafyllou |

### Rosa 2021-2022
Rosa aggiornata al 8 novembre 2021
| N. |                        | Ruolo | Calciatore         |
| -- | ---------------------- | ----- | ------------------ |
| 3  | Spagna (bandiera)      | D     | Antonio Luna       |
| 4  | Svizzera (bandiera)    | D     | Levent Gülen       |
| 5  | Perù (bandiera)        | D     | Jean-Pierre Rhyner |
| 6  | Grecia (bandiera)      | D     | Tasos Tsokanīs     |
| 7  | Argentina (bandiera)   | D     | Emiliano Purita    |
| 8  | Grecia (bandiera)      | C     | Sōtīrīs Ninīs      |
| 9  | Paesi Bassi (bandiera) | A     | Tom van Weert      |
| 10 | Spagna (bandiera)      | C     | Paolo Fernandes    |
| 11 | Argentina (bandiera)   | C     | Jorge Correa       |
| 12 | Slovenia (bandiera)    | P     | Matic Kotnik       |
| 14 | Uruguay (bandiera)     | C     | Jean Barrientos    |
| 16 | Cipro (bandiera)       | D     | Christos Sielīs    |
| 17 | Marocco (bandiera)     | C     | Adrien Regattin    |
| 19 | Portogallo (bandiera)  | C     | Alex Soares        |
| 20 | Argentina (bandiera)   | C     | Nicolás Oróz       |

| N. |                        | Ruolo | Calciatore               |
| -- | ---------------------- | ----- | ------------------------ |
| 21 | Grecia (bandiera)      | C     | Dimitrios Metaxas        |
| 22 | Grecia (bandiera)      | A     | Alexandros Tereziou      |
| 23 | Paesi Bassi (bandiera) | C     | Daan Rienstra            |
| 26 | Argentina (bandiera)   | D     | Franco Ferrari           |
| 27 | Uruguay (bandiera)     | D     | Franco Romero            |
| 30 | Grecia (bandiera)      | P     | Symeon Papadopoulos      |
| 55 | Israele (bandiera)     | P     | Boris Klaiman            |
| 70 | Colombia (bandiera)    | A     | Kevin Rosero             |
| 73 | Argentina (bandiera)   | C     | Julián Bartolo           |
| 89 | Grecia (bandiera)      | A     | Athanasios Triantafyllou |
| 99 | Grecia (bandiera)      | D     | Pavlos Logaras           |
|    | Polonia (bandiera)     | C     | Kamil Wojtkowski         |
|    | Argentina (bandiera)   | D     | Fausto Grillo            |
|    | Polonia (bandiera)     | C     | Jakub Kuzdra             |

### Rosa 2020-2021
| N. |                      | Ruolo | Calciatore                   |
| -- | -------------------- | ----- | ---------------------------- |
| 1  | Grecia (bandiera)    | P     | Thanasīs Garavelīs           |
| 2  | Grecia (bandiera)    | D     | Antōnīs Ntentakīs (capitano) |
| 3  | Argentina (bandiera) | D     | Franco Ferrari               |
| 5  | Argentina (bandiera) | D     | Salvador Sánchez             |
| 6  | Grecia (bandiera)    | D     | Tasos Tsokanīs               |
| 7  | Grecia (bandiera)    | C     | Tasos Krītikos               |
| 8  | Grecia (bandiera)    | C     | Sōtīrīs Ninīs                |
| 9  | Grecia (bandiera)    | A     | Tasos Douvikas               |
| 10 | Spagna (bandiera)    | A     | Alberto Bueno                |
| 11 | Venezuela (bandiera) | C     | José Rivas                   |
| 12 | Argentina (bandiera) | C     | Nicolás Martínez             |
| 14 | Uruguay (bandiera)   | C     | Jean Barrientos              |
| 19 | Colombia (bandiera)  | A     | Juan José Perea              |

| N. |                        | Ruolo | Calciatore          |
| -- | ---------------------- | ----- | ------------------- |
| 22 | Spagna (bandiera)      | D     | Tekio               |
| 23 | Paesi Bassi (bandiera) | C     | Daan Rienstra       |
| 24 | Grecia (bandiera)      | D     | Gerasimos Mītoglou  |
| 25 | Grecia (bandiera)      | A     | Giorgos Ballas      |
| 29 | Argentina (bandiera)   | C     | Dardo Miloc         |
| 30 | Grecia (bandiera)      | P     | Symeon Papadopoulos |
| 31 | Grecia (bandiera)      | D     | Giannīs Kiakos      |
| 37 | Argentina (bandiera)   | D     | Fausto Grillo       |
| 55 | Israele (bandiera)     | P     | Boris Klaiman       |
| 71 | Grecia (bandiera)      | P     | Vasilis Kravaritis  |
| 73 | Argentina (bandiera)   | C     | Julián Bartolo      |
| 99 | Grecia (bandiera)      | D     | Pavlos Logaras      |
|    | Slovenia (bandiera)    | P     | Matic Kotnik        |

### Rosa 2019-2020
| N. |                      | Ruolo | Calciatore           |
| -- | -------------------- | ----- | -------------------- |
| 1  | Grecia (bandiera)    | P     | Thanasīs Garavelīs   |
| 2  | Grecia (bandiera)    | D     | Antōnīs Ntentakīs    |
| 3  | Argentina (bandiera) | D     | Franco Ferrari       |
| 4  | Algeria (bandiera)   | D     | Liassine Cadamuro    |
| 5  | Argentina (bandiera) | C     | Augusto Max          |
| 6  | Grecia (bandiera)    | D     | Tasos Tsokanīs       |
| 8  | Spagna (bandiera)    | C     | Juan Muñiz           |
| 9  | Grecia (bandiera)    | A     | Vasilīs Mantzīs      |
| 10 | Spagna (bandiera)    | A     | Iker Guarrotxena     |
| 13 | Grecia (bandiera)    | P     | Tasos Karagiozis     |
| 14 | Spagna (bandiera)    | C     | Nacho Cases          |
| 18 | Argentina (bandiera) | C     | Joaquín Torres       |
| 19 | Grecia (bandiera)    | C     | Konstantinos Korelas |

| N. |                       | Ruolo | Calciatore                     |
| -- | --------------------- | ----- | ------------------------------ |
| 20 | Grecia (bandiera)     | D     | Marios Tsaousīs                |
| 21 | Grecia (bandiera)     | D     | Vaggelīs Oikonomou             |
| 22 | Grecia (bandiera)     | D     | Leuterīs Lyratzīs              |
| 23 | Argentina (bandiera)  | A     | Fernando Joao                  |
| 26 | Slovacchia (bandiera) | A     | Erik Jendrišek                 |
| 30 | Grecia (bandiera)     | P     | Nikos Melissas                 |
| 33 | Grecia (bandiera)     | D     | Stergios Dīmopoulos (capitano) |
| 44 | Spagna (bandiera)     | D     | Sergio Chica                   |
| 67 | Grecia (bandiera)     | D     | Apostolos Diamantīs            |
| 71 | Grecia (bandiera)     | P     | Vasilis Kravaritis             |
| 89 | Grecia (bandiera)     | C     | Alexandros Kyziridīs           |
| 99 | Grecia (bandiera)     | C     | Kōnstantinos Mpalogiannīs      |